# ネロール
ネロール (nerol) とは、レモングラスやホップから採れる精油などに含まれるモノテルペンの一種。ネロリ油（橙花油、neroli oil）から単離されたことから「ネロール」と呼ばれる。バラのような甘い香りがする無色の液体で、香料として用いられる。
ネロールはゲラニオールのシス異性体にあたる。脱水するとジペンテンを与える。

## 用途
1902年にネロリ油から発見され、天然にはバラ油やプチグレン、シトロネラ、ベルガモット、リナロエ、ラベンダー、イランイラン、ヘリクリサムなどの精油にゲラニオールとともに存在する。市販品はいずれも合成品で、若干のゲラニオールを含有する。β-ピネンからミルセンを経由してゲラニオールを製造する際に、ゲラニオールとネロールは6:4の混合比で生じることから、これを分留することによりネロールが得られる。ゲラニオールよりローズ調が弱く、新鮮な海辺の香りを持つ。ゲラニオールと組み合わせて花の香りを作り出すのに加えて、食品や柑橘系の香水の柑橘類やベリーのフレーバーのブーケとしても使用できます調を与える目的で使用される。日本の消防法では、危険物第4類第三石油類に該当する。